# Hanitra Andriamboavonjy
Hanitriniaina Ravaomalala Andriamboavonjy est une figure de Madagascar, née en 1971. Elle est reconnue pour ses contributions dans les domaines de l'art oratoire, de l'éducation, de l'organisation d'événements et de l'engagement communautaire.

## Art oratoire
En 2000, elle a commencé son voyage dans l'art du kabaryune forme traditionnelle de discours malgache, et depuis lors, elle a joué un rôle dans sa promotion et son enseignement. Son engagement dans ce domaine a été récompensé en 2017 lorsqu'elle a remporté le trophée du meilleur mpikabary.
En plus de ses réalisations dans le domaine de l'art oratoire, Hanitriniaina Ravaomalala Andriamboavonjy a occupé le poste de présidente de la FI.MPI.MA depuis 2006, devenant ainsi la première femme à accéder à cette fonction ; elle vient d’être réélue pour la 5e fois lors du dernier congrès en 2022.

## Œuvres
Elle a également publié de plusieurs ouvrages, dont les séries "Hasin-kabary" et "Amboarakabary".
Elle a été co-auteure d’une brochure bilingue de discours formels traditionnels, sortie en 2005, et a participé à l’élaboration d’un livre sur l’association, paru en 2006.

## Autres
Outre ses activités au sein de la FI.MPI.MA, elle a souvent été sollicitée pour être maître de cérémonie lors d'événements officiels et de réceptions de haut niveau. Son organisation d'événements s'étend également à des domaines tels que les mariages, les funérailles et les cérémonies officielles, où elle assure la supervision de divers services, y compris la restauration[source secondaire souhaitée].
Parallèlement à ses activités professionnelles, elle a été impliquée dans l'enseignement du malgache et de l'art oratoire dans divers établissements d'enseignement supérieur, privés et étatiques. Son engagement dans l'éducation ne se limite pas à l'enseignement formel, car elle s'investit également dans des mouvements de jeunes, notamment le scoutisme, et des initiatives de développement communautaire et écologique.